# مهرزاد خلیلیان
دکتر مهرزاد خلیلیان (زادهٔ ۲۸ مرداد ۱۳۴١ در اصفهان) از مدیران ورزش اهل ایران است.او در تاریخ ۱۳ بهمن ۱۳۹۲ به عنوان مدیرعامل باشگاه سپاهان انتخاب شد و تا ۷ مرداد ۱۳۹۴ مدیرعاملی این باشگاه را بر عهده داشت. وی دهمین مدیرعامل تاریخ باشگاه سپاهان نیز محسوب می‌شود. در دوران مدیریت او، تیم فوتبال سپاهان به مقام قهرمانی در لیگ برتر ۹۴–۱۳۹۳ دست یافت.
خلیلیان سابقه هفت سال حضور به عنوان مدیرکل تربیت بدنی استان اصفهان از سال ۱۳۷۴ تا ۱۳۸۱، ریاست فدراسیون پزشکی ورزشی کشور از سال ۱۳۸۱ الی ۱۳۸۶ و همچنین دبیرکلی اتاق بازرگانی، صنایع، معادن و کشاورزی اصفهان از سال ۱۳۸۶ تا ۱۳۹۰ را در کارنامه کاری و اجرایی خود دارد.
از دیگر سوابق وی می‌توان به مشاور ورزشی شهرداری اصفهان، دبیرکل ستاد مبارزه با دوپینگ ایران، عضویت در کمیته اداری اقتصادی آژانس جهانی مبارزه با دوپینگ (وادا)، انتخاب به عنوان مدیر نمونه ورزشی کشور در سه دوره، حضور در عرصه دفاع مقدس و عملیات‌هایی همچون رمضان، والفجر و فاو، پزشک ورزشی بنیان‌گذار آزمایشگاه کنترل دوپینگ کشور در سال ١٣٨۵ و مدرس دانشگاه اشاره کرد.
خلیلیان از قهرمانان ملی شنای کشور می‌باشد که در سال‌های ۱۳۵۵ تا ۱۳۶۰ در این رشته به عناوین متعدد قهرمانی دست یافته‌است. ترجمه کتاب ورزش در آب و تالیف کتاب معجزه ی پنجم از آثار وی می‌باشد.
وی در تاریخ ۱۱ تیر ۱۳۹۳ به مدت چهار سال به عنوان رئیس هیئت شنای استان اصفهان نیز انتخاب شد.
وی از سال ١٣٩٧ مجددا بعنوان سرپرست فدراسیون پزشکی ورزشی کشور منصوب و ریاست ستاد مبارزه با کرونا در ورزش از دیگر فعالیت های اوست.